# LanguageTool
LanguageTool は、フリーかつオープンソースな文法チェッカーである。すべての機能をダウンロードして利用することができる。LanguageToolのウェブサイトは、プロプライエタリなソフトウェア LanguageTool Plusを提供している。LanguageTool Plusは、オープンなコアモデルに沿って、英語とドイツ語の文法エラー検出を改善し、長い文章の修正も容易におこなうことができる。
LanguageToolは、2003年にDaniel Naberによって卒業論文作成のために開発が開始されたソフトウェアである（当時はPython言語で書かれていた）。現在では31の言語をサポートしており、それぞれがボランティアのメンテナーによって開発されているが、たいていはその言語を母国語とする人々が担当している。エラー検出パターンに基づいて、ルールが作成され、与えられたテキストを検証している。
コアアプリ自体は自由でオープンソースなソフトウェアであり、オフラインで使用する用途でダウンロードすることが可能である。いくつかの言語では、'n-gram'データを使用しているが、これはいくつかの余分な検出の目的のためで、膨大かつ、かなりの処理能力とI/O速度を必要とする。そのため、LanguageToolは、サーバ側でn-gramデータの処理を行うようにする、Webサービスとしても提供されている。フリーミアムのビジネスモデルの一部として、LanguageTool Plusも n-gramsを使用している。
LanguageToolのウェブ・サービスは、ブラウザのインタフェースを経由するか、あるいは Microsoft Officeや LibreOffice、 Apache OpenOffice、Vim、Emacs、Firefox、Thunderbird、Google Chrome 向けの専用のクライアント側のプラグインを経由することで使用可能である。そのウェブアプリ用のクライアントは、ウェブサイト上で統合することができる。